# Blue Dancer

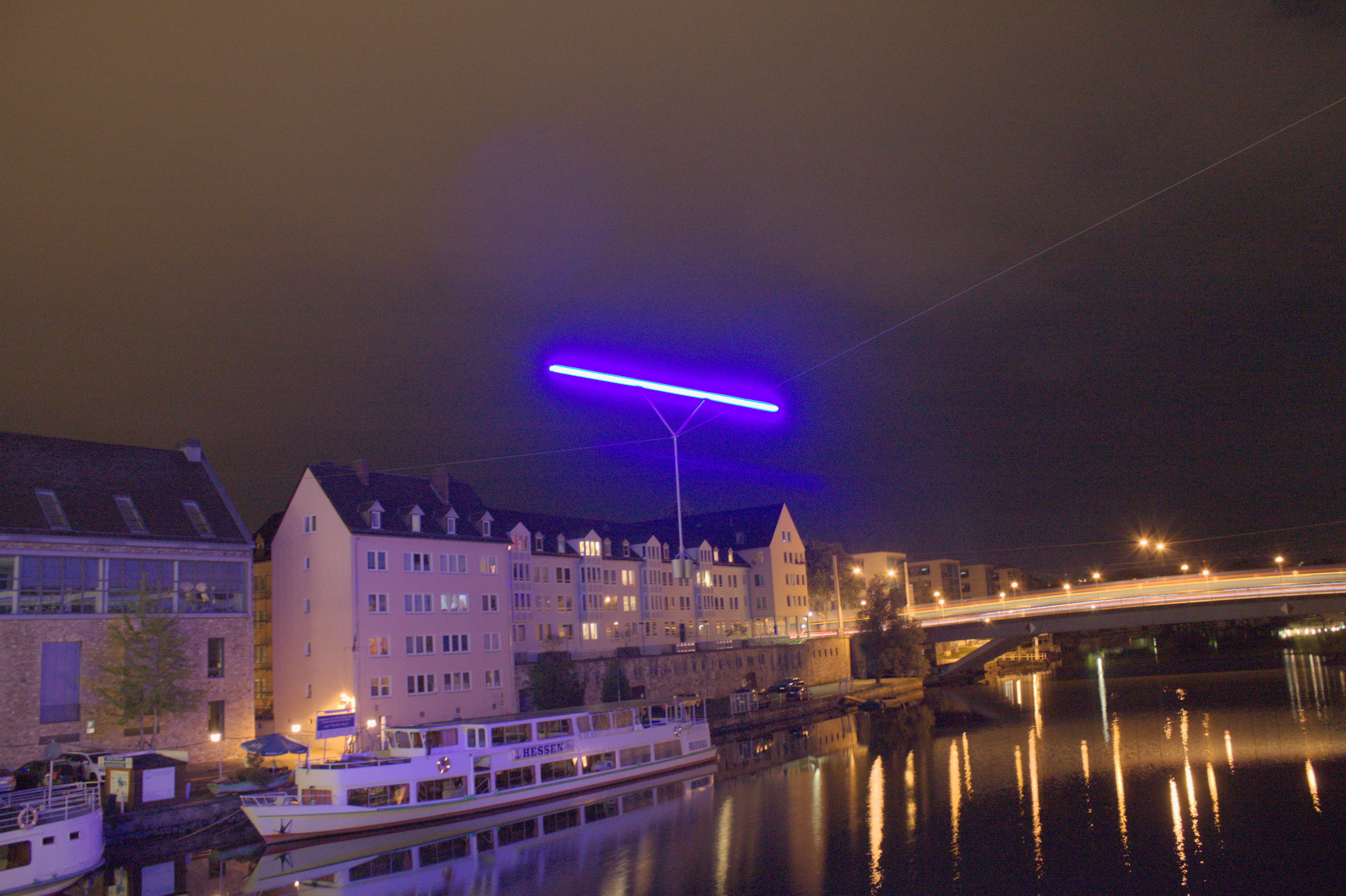
Blue Dancer abends vor der Schlagd

Blue Dancer ist eine Lichtskulptur des japanischen Künstlers Kazuo Katase, die sich an der Ostseite der Walter-Lübcke-Brücke, parallel zur Brücke ausgerichtet, in Kassel – mittlerweile dauerhaft – befindet. Das Kunstwerk verbindet die Stadtteile Mitte und Unterneustadt und besteht aus einer blau beleuchteten Querstange mit zwei unterhalb eines Seils befindlichen eimerförmigen Gebilden.

## Geschichte
Das Kunstwerk wurde im Jahr 2002 installiert und hängt an einem etwa 100 m langen Drahtseil, welches die Fulda überspannt. Das Kunstwerk hat 32.000 Euro gekostet und wurde von der Kasseler Sparkasse als Großsponsor, der Stadt Kassel und vielen privaten Spendern finanziert. Im Juni 2010 wurde es dann aus baulichen und Kostengründen abgebaut und eingelagert. Daraufhin wurde eine Spendenaktion gestartet, um das Kunstwerk zu retten. Viele namhafte Kasseler Firmen und Privatleute sponserten den Wiederaufbau, und die Stadt Kassel erklärt sich nach Ende der Spendenaktion bereit, die Hälfte der Kosten zu übernehmen, wenn die andere Hälfte über Sponsoren zusammenkommt. Im Dezember 2011 wurde nach der erfolgreichen Spendenaktion ein neues Stahlseil gespannt und seit Frühjahr 2012 hängt die Lichtskulptur wieder am Seil über der Fulda.